# Barone Berlinghieri
Barone Berlinghieri detto anche Barone di Berlinghiero da Lucca (fl. 1228-1282 a Lucca) è stato un pittore e francescano italiano.

## Biografia
Era il figlio di Berlinghiero Berlinghieri, del quale fu allievo. Anche i suoi fratelli Bonaventura e Marco furono pittori. Viene menzionato per la prima volta insieme a Berlinghiero e Bonaventura in un elenco dei cittadini di Lucca del 1228. Si ritiene che fosse il maggiore dei tre fratelli. 
Secondo le fonti, dipinse un quadro per l'arcivescovo di Lucca intorno al 1243 e un crocifisso per la chiesa parrocchiale di Casabasciana vicino a Lucca nel 1256. Nel 1282 iniziò a dipingere un crocifisso, una Madonna e un Sant'Andrea per la Chiesa di San Francesco. Non è noto se lo abbia mai completato. 
Nessuna delle sue opere menzionate nelle fonti è sopravvissuta, per cui è stato finora impossibile per gli storici dell'arte assegnargli opere sopravvissute fino ad oggi. 